# طوم هوف
طوم هوف هو سياسي أمريكي، ولد في 1933 في ماندان في الولايات المتحدة، وتوفي في 14 أبريل 2013. نشط حزبياً في الحزب الجمهوري. وقد انتخب عضو مجلس نواب واشنطن ‏.